# Dálnice M8 (Maďarsko)
Dálnice M8 v Maďarsku je plánovaná dálnice/rychlostní silnice v Maďarsku. Je jednou ze mála velkých dálnic v Maďarsku, která neprochází okolím Budapešti. Dálnice by měla odlehčit přetíženým dálnicím v západovýchodním směru vedoucím přes Budapešť.

## Variantní řešení
V průběhu času vznikly minimálně dva koncepty trasy a délky této rychlostní komunikace. 
- Delší varianta (délka přibližně 330 km):

Dálnice se napojí na rakouskou rychlostní silnici S7 a bude pokračovat východním směrem severně od jezera Balaton jižně od města Veszprém, severovýchodně od Balatonu bude křížit dálnici M7, jižně od města Dunaújváros dálnici M6, nedaleko Kecskemétu zkříží dálnici M5 a u Abony se napojí na dálnici M4. Spojí rakousko-maďarský hraniční přechod Heiligenkreuz im Lafnitztal / Rábafüzes - Rábakeresztúr v blízkosti města Szentgotthárd s východomaďarským městem Szolnok.
- Kratší varianta (délka přibližně 163 km):

Pouze jako spojnice dálnic M7 a M4 v centrálním Maďarsku. Napojení na rakouskou rychlostní silnici skrze M80 (zprovozněna v 2021), M76 a M7.

## Výstavba

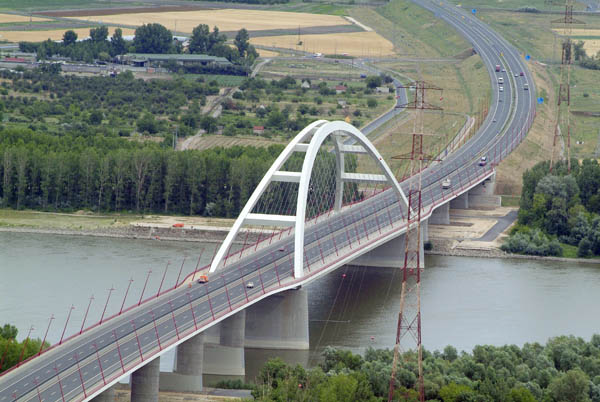
Most Pentele híd

K listopadu 2021 jsou v provozu následující pozemní komunikace, které vznikly v rámci výstavby zamýšlené M8. Kromě úseků u Dunaje jsou komunikace vystavěny převážně v polovičním profilu a nejsou vedeny jako dálnice.
- Veszprém - Márkó, délky 3,2 km otevřený 2. prosince 2003
- spojnice dálnicí M6 se silnicí č. 6 jižně od města Dunaújváros, délky 5 km, otevřený 11. června 2006
- most Pentele híd a úsek mezi silnicí č. 6 a silnicí č. 51 u obce Dunavecse, délky 5,2 km, otevřený 23. července 2007
- úsek Balatonakarattya–Balatonfűzfő délky 17,3, otevřený 16. května 2008, dnes značený jako silnice 710
- obchvat obce Márkó délky 3,8 km s mostem délky 278 m, otevřený 8. července 2009